# Marco Lodadio
Marco Lodadio (ur. 24 marca 1992 r. w Rzymie) – włoski gimnastyk, srebrny i brązowy medalista mistrzostw świata, wicemistrz Europy, złoty medalista igrzysk europejskich, wielokrotny medalista Włoch.